# Reserva Nacional Pingüino de Humboldt
Das Reserva Nacional Pingüino de Humboldt ist ein chilenisches Schutzgebiet. Das Schutzgebiet umfasst das Meer vor dem Fischerdorf Punta Choros in der Kommune La Higuera am nördlichen Ende der Region Coquimbo. Einige Kilometer weiter nördlich umfasst es außerdem die Isla Chañaral bei Chañaral de Aceituno in der Region Atacama.

## Geographie
In dem Gebiet liegen zwei Inseln, wovon die größere – die Isla Choros mit ihrer Steilküste – nicht für Besucher zugänglich ist. Die kleinere – die Isla Damas – kann im Rahmen von Bootstouren besucht und erwandert werden.

## Fauna und Flora
Es existieren 59 Pflanzenarten auf dem Gebiet, wovon einige endemisch sind. Ebenso kommen 68 Wirbeltierarten vor darunter der Potoyunco, der Küstenotter und der namensgebende Humboldtpinguin.

## Tourismus
Das Schutzgebiet – insbesondere die Bucht Caleta Chañaral de Aceituno – ist zur Walbeobachtung geeignet. Vor allem im November halten sich Wale in der Bucht auf, darunter Blauwale, Buckelwale, Zwergwale und Finnwale. Ganzjährig können außerdem Delfine beobachtet werden.

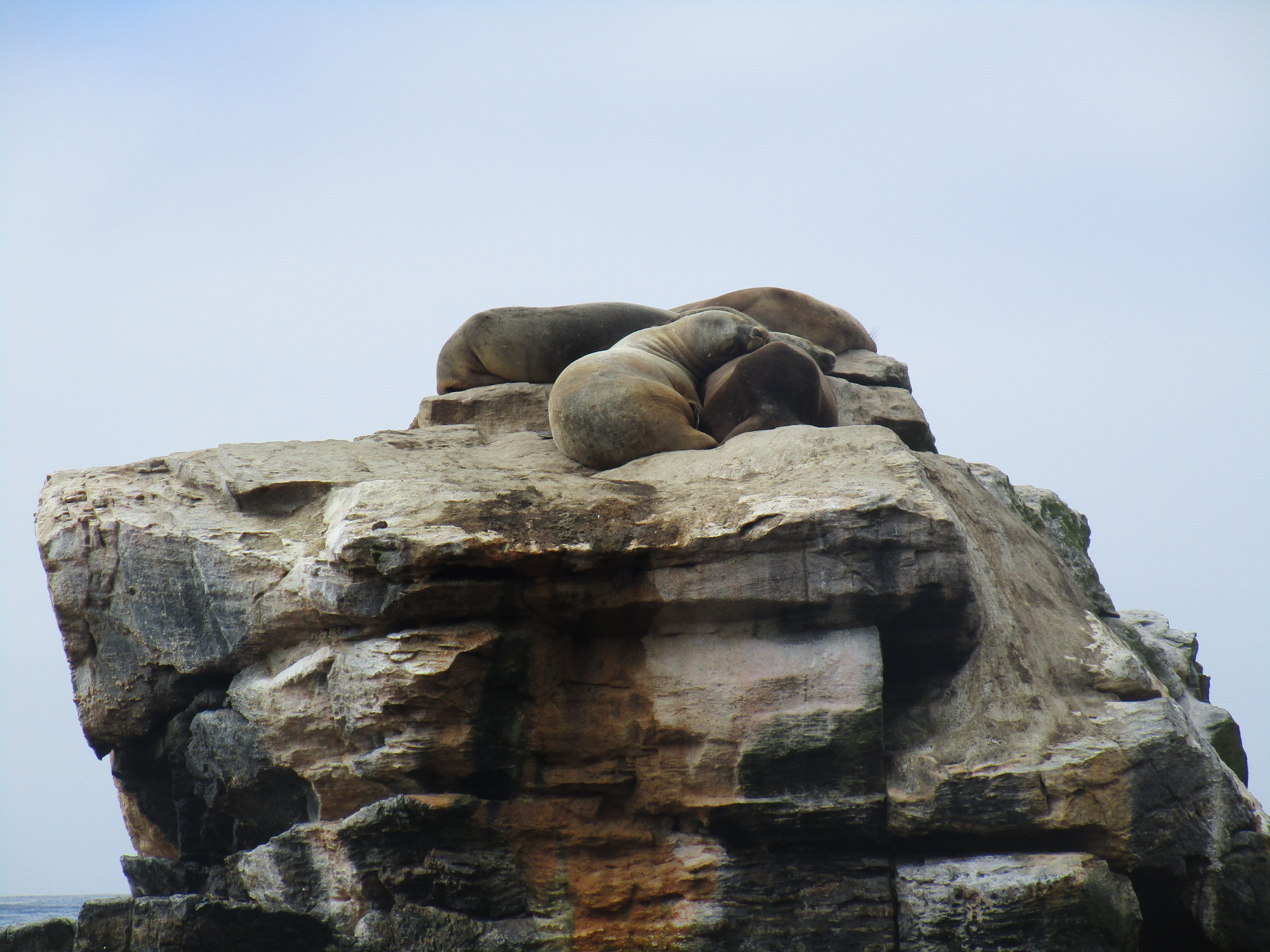
Seelöwen bei der Isla Choros
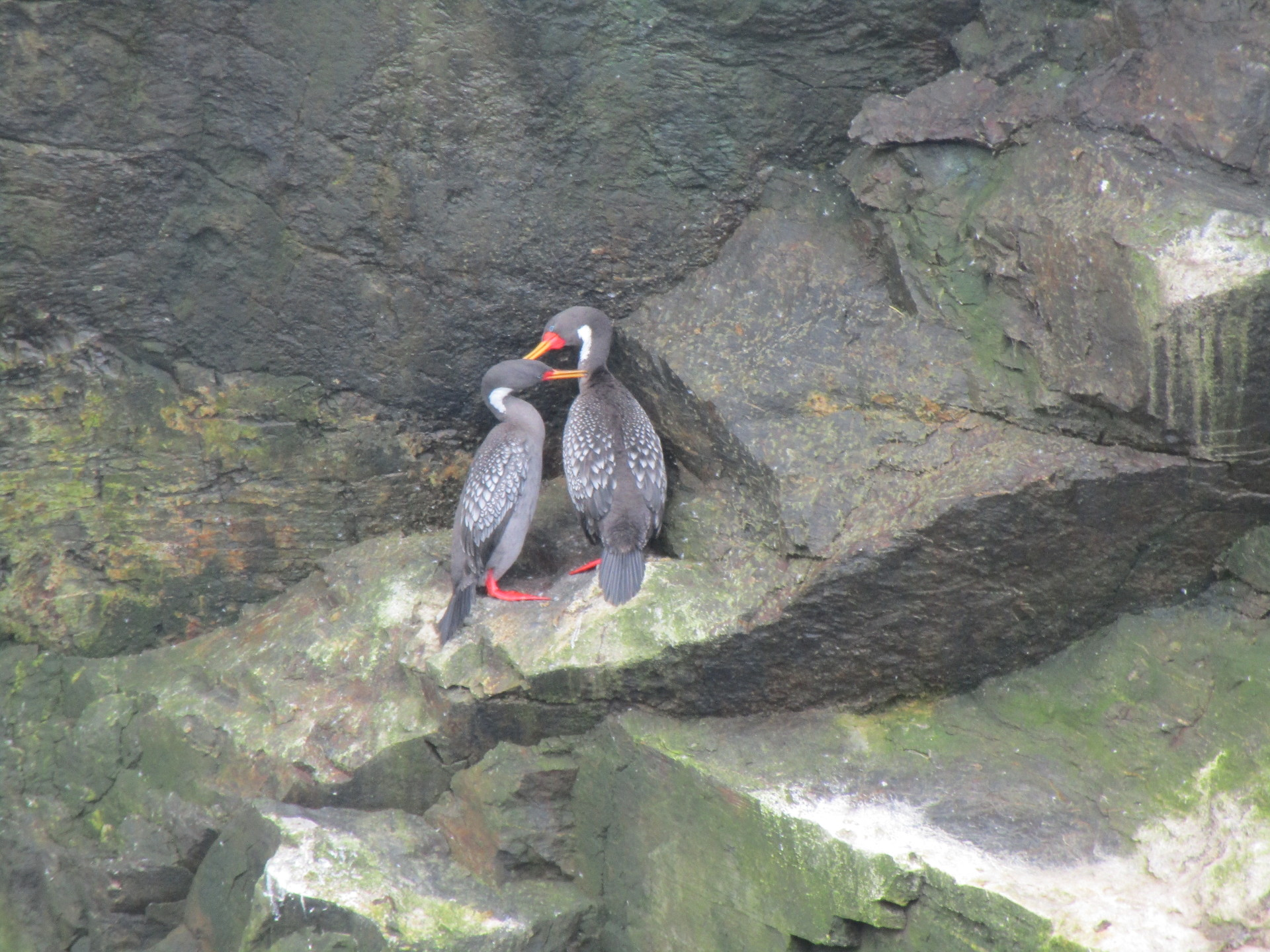
Ein Paar Küstenkormorane an der Steilküste der Isla Choros
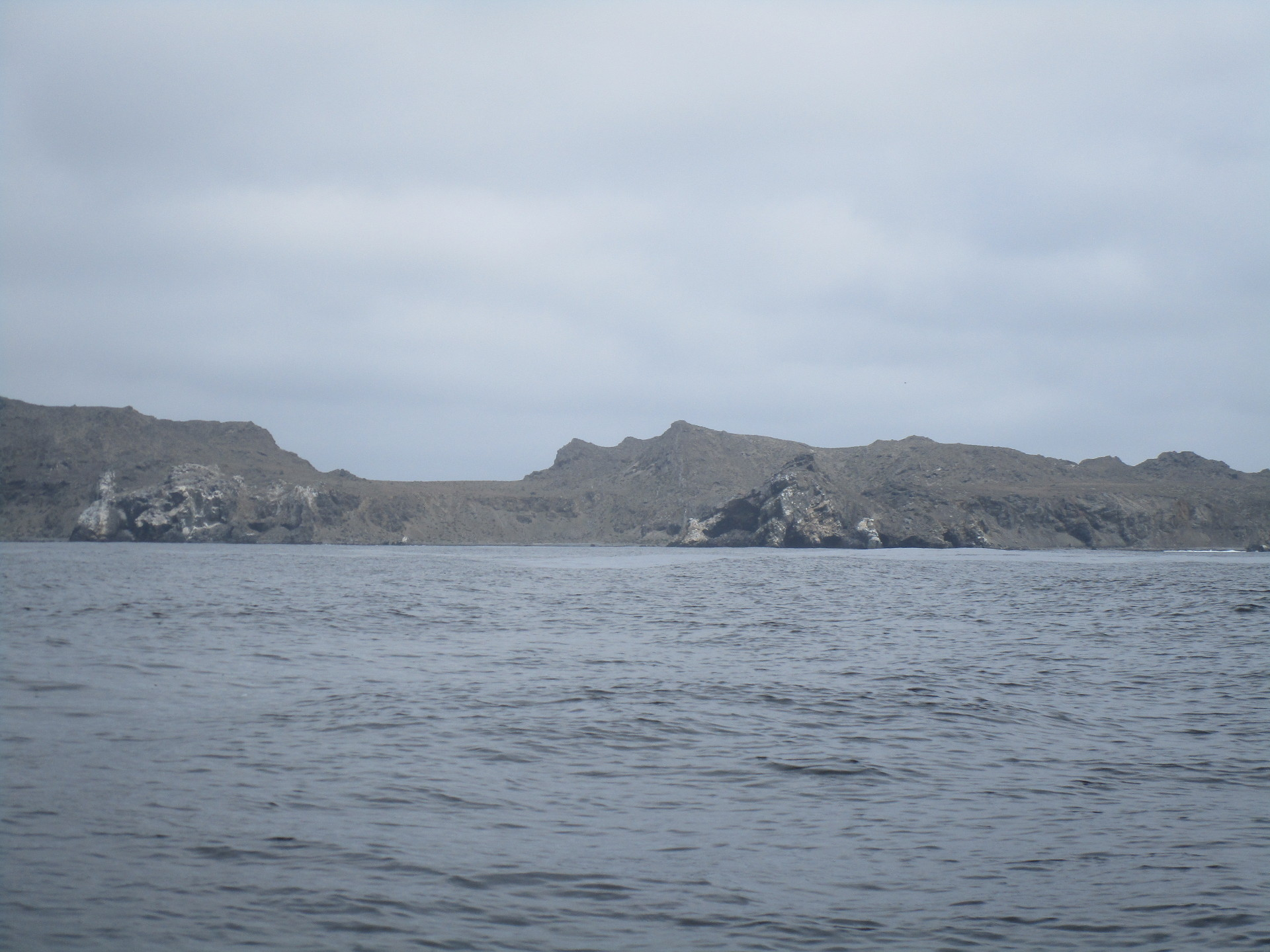
Die Isla Choros von der chilenischen Küste aus gesehen